# Махмуд Фатхалла
Махму́д Фатхалла́ Абдо́ (араб. محمود فتح الله عبده الحناوى‎; 12 февраля 1982) — египетский футболист, защитник. Выступал за сборную Египта, дважды обладатель Кубка африканских наций.

## Клубная карьера
Начинал карьеру в клубе «Газл аль-Мехалла». В 2007 году перешёл в «Замалек». Получал предложения от французского ПСЖ и «Аль-Ахли», однако отказался подписывать контракты с одной из этих команд[какой?].

## Карьера в сборной
Начинал карьеру в национальной сборной до 23 лет, а вскоре был замечен Хассаном Шехатой. В 2005 году дебютировал в сборной, на данный момент провёл 48 матчей и забил 2 гола. В сборной выступает на позиции центрального защитника, а также может играть роль свипера. Выступал в составе команды на двух Кубках африканских наций (в Гане в 2008 и в Анголе 2010). Оба раза стал чемпионом. Также Фатхалла выступил на Кубке Конфедераций 2009 как игрок команды-победительницы КАН 2008.